# Восстание Жмайло
Восстание Жмайло 1625 года — казацко-крестьянское восстание в Среднем Поднепровье под руководством Марка Жмайло против политического, экономического и религиозного гнёта Речи Посполитой. 

## Ход событий
Обеспокоившись массовым уходом крестьян в казаки после польско-турецкой войны 1620—1621 годов, Сейм в 1623 году принял решение о роспуске казацкого войска, располагавшегося на землях Среднего Поднепровья. Казацкое войско отказалось подчиниться этому решению и проявило готовность оказать вооруженное сопротивление польской армии. Накануне восстания киевское духовенство во главе с митрополитом Иовом Борецким отправило в Москву посольство с просьбой о принятии малороссийских земель в царское подданство. Просьба не была удовлетворена, поскольку в посольстве не было представителей от казачества, а также вследствие ослабленного положения Русского государства после Смутного времени.
Правительство Речи Посполитой в сентябре 1625 года послало на южную Киевщину войско во главе с гетманом Станиславом Конецпольским. 1 октября правительственное войско подошло к Каневу. Казацкий гарнизон покинул город и после боя с польским отрядом под Мошнами отступил в Черкассы.
Вместе с местными казаками каневские казаки отошли к устью реки Цибульник, где собрались и другие казацкие отряды. Скоро сюда прибыли с артиллерией запорожцы во главе с Марком Жмайло. Объединившись с казаками, Жмайло возглавил повстанческое войско.
15 октября состоялся главный бой. Повстанцы нанесли неприятелю значительный урон, но под натиском превосходящих сил должны были отступить к Курукову озеру. Попытки разгромить тут казаков не увенчались успехом и Конецпольский был вынужден начать переговоры, во время которых заговорщики среди казацкой старшины 5 ноября 1625 года свергли Жмайло с позиции гетмана и заключили с польским правительством невыгодный для казачества Куруковский договор.